# Follis
Il follis (parola latina al plurale folles) era una grande moneta di bronzo  introdotta circa nel 294 con la riforma monetaria di Diocleziano. Il nome usato all'epoca per indicare questa moneta non è sicuro.

## Monetazione romana
Pesava circa 10 grammi e conteneva ca. il 4% di argento, per lo più nel sottile strato superficiale. La parola follis indica un sacchetto e c'è un'evidenza che questo termine fosse usato nell'antichità per indicare un sacchetto sigillato contenente una quantità fissata di denaro.
Il follis di Diocleziano, nonostante gli sforzi di bloccare i prezzi tramite l'editto di Afrodisia e l'editto sui prezzi massimi imposti nel 301, fu rivalutato e ridotto. Al tempo di Costantino I, il follis era più piccolo e a malapena conteneva un po' d'argento.
Una serie di bronzi costantiniani fu introdotta nella metà del IV secolo, tra cui la cosiddetta maiorina anche se le denominazioni specifiche non sono chiare e sono discusse da storici e numismatici.

## Monetazione bizantina
| Constantino VII e la madre Zoe                                   | Constantino VII e la madre Zoe                       |
| ---------------------------------------------------------------- | ---------------------------------------------------- |
|                                                                  |                                                      |
| Constantino e Zoe di fronte, stanti con croce tra loro.          | +CONSTANTINO CE ZOE bASILIS ROMEON, in cinque linee. |
| Æ Follis (5,40 g). Coniato a Costantinopoli nel periodo 914-919. |                                                      |

Il follis fu reintrodotto come una moneta di bronzo di grande modulo dal valore di 40 nummi nel 498, con la riforma monetaria di Anastasio I, che includeva una serie di denominazioni di bronzo. Il valore era segnato tramite i numeri greci (una grande lettera 'M' o più raramente una 'm') o romani ('XXXX'). Il valore fu segnato in questo modo fino al IX secolo. Fu coniato fino al regno di Alessio I Comneno.
Le altre monete recavano i valori 'Λ' o 'XXX' (30 nummi), 'K' o 'XX' (20), 'I' o 'X' (10).I valori minori recavano 'E' (5 nummi), 'B' (2) e 'A' (1).
Il fals (corruzione di  follis) fu una moneta di bronzo emessa dai califfati omayyade e abbaside a partire dalla fine del VII secolo, inizialmente come imitazioni dei follis bizantini.